# Тропп, Кори
Ко́ри Тропп (англ. Corey Tropp; род. 25 июля 1989, Гросс-Пойнт-Вудс, Мичиган, США) — американский хоккеист, правый нападающий клуба «Штраубинг Тайгерс».

## Карьера
На Драфте НХЛ 2007 года Тропп был выбран в 3 раунде под общим 89-м номером клубом «Баффало Сейбрз». Тропп отыграл три сезона (2007-10) в команде Мичиганского университете «Мичиган Стэйт Спартанс» в NCAA. Карьеру в «Мичигане» Троппу омрачил эпизод в 2009 году, когда он и его товарищ Эндрю Конбой подвергли жесткому нападению защитника «Мичиган Вулверайн» Стива Кэмпфера. После того как Конбой сзади провёл Кэмпферу силовой приём, Тропп клюшкой ударил Кэмпфера в шею. Главным тренер «Спартанс» Рик Комли отстранил от игр обоих игроков на оставшуюся часть сезона.
В 2010 году Тропп попал на вторую Сборную всех звёзд CCHA, показав выдающуюся игру в свой последний сезон в качестве студента
4 ноября 2011 года Тропп провёл свой первый матч в НХЛ против «Калгари Флеймз». 8 ноября 2011 года он забил свой первый гол в НХЛ, отличившись в своем третьем матче в игре против «Виннипег Джетс».
28 ноября 2013 года «Баффало Сейбрз» выставил Кори Троппа на драфт отказов, откуда его забрал «Коламбус Блю Джекетс».

## Статистика
| Легенда | Легенда                    | Легенда | Легенда                   | Легенда | Легенда    |
| ------- | -------------------------- | ------- | ------------------------- | ------- | ---------- |
| И       | Количество проведённых игр | Штр     | Штрафное время            | +/−     | Плюс-минус |
| Г       | Голы                       | П       | Голевые передачи          | О       | Очки       |
| -       | Статистика неизвестна      | —       | Статистика не учитывалась |         |            |

## Достижения
| Год  | Команда         | Достижение              | Достижение |
| ---- | --------------- | ----------------------- | ---------- |
| 2007 | Су-Фолс Стэмпид | Обладатель Кубка Кларка |            |

| Год  | Команда                | Достижение                                  | Достижение |
| ---- | ---------------------- | ------------------------------------------- | ---------- |
| 2007 | Су-Фолс Стэмпид        | Участник Матча всех звёзд USHL              |            |
| 2010 | Мичиган Стэйт Спартанс | Попадание во вторую Сборную всех звёзд CCHA |            |

### Комментарии
1. ↑  Приз, вручаемый победителю Хоккейной лиги США.